# イコールカード
イコールカード（EQUAL CARD）は、日本で考案されたカードゲームである。カードは4色58枚で、表に0から9までの数字か四則演算記号のどれか一つが書かれたものが56枚、「＋－×÷」と書かれたフリーカードが2枚ある。裏は黒く、すべて「＝（イコール）」が書かれている。カードの一枚を裏返して等式を導き出す教育的要素の高い脳トレカードゲームである。
2005年に小学館の学年誌『小学一年生』〜『小学六年生』に付録として掲載され話題となる。この付録は公式カードより小ぶりのサイズだった。2006年にニンテンドーDS用のソフトが発売、2007年にはフジテレビのモバイルゲームでも採用されるなど、カードゲームとしてだけでなくコンピューターゲームとしても広く活用されている。又、遊びだけでなく数字と四則演算を使う事から小中学校の授業や塾などでも利用されている。

## 基本ルール
イコールドリル
出題者はレベルに合わせカードの枚数を決め、イコールを一つ含む等式を作り、それをバラバラにして相手に渡す。解答者はその中の一枚を裏返し等式が成り立つようにする。出題者の予期しない別解が生まれる余地がある。
始めから公開されている問題集もある。
イコールならべ
各自7枚ずつカードを配り、残ったカードを場に（山として）裏返して置き、一枚だけカードをめくり表にして隣に置いた状態から始める。そのカードを起点にして縦横に等式をつなげていき、最初に手持ちのカードがなくなった人が勝者となる。
他にも遊び方は数多く考案されている。

## 商品
- イコールカード 公式カード（イコールカード協会）
- 算数パズル イコールカード 公式ルールブック（小学館）
- イコールカード モバイル（フジテレビ）
- イコールカードDS（電遊社）
  - MATH PLAY（Natsume Inc.） - 北米版
  - MATHS PLAY - 欧州版